# NGC 6660
NGC 6660 = NGC 6661 ist eine linsenförmige Galaxie vom Hubble-Typ S0/a im Sternbild Herkules am Nordsternhimmel. Sie ist schätzungsweise 200 Millionen Lichtjahre von der Milchstraße entfernt und hat einen Durchmesser von etwa 80.000 Lichtjahren. Vom Sonnensystem aus entfernt sich die Galaxie mit einer errechneten Radialgeschwindigkeit von näherungsweise 4.300 Kilometern pro Sekunde.
Im selben Himmelsareal befinden sich unter anderem die Galaxien NGC 6658, PGC 62086, PGC 62097, PGC 1676439.
Das Objekt wurde am 14. Juli 1885 von Lewis Swift entdeckt.